# Apple Music Festival
Apple Music Festival (anteriormente conhecido como iTunes Festival) foi um festival de música anual que acontecia ao decorrer de um mês em Londres. Patrocinado pela Apple Inc., teve sua primeira edição em 2007 e foi cancelado após 10 edições. As apresentações também são apresentadas ao vivo de graça e disponível para visualização por tempo limitado na loja da iTunes e pelo Aplicativo oficial, assim como através da Apple TV.

## Edição de 2007
Ocorreu no Institute of Contemporary Arts.
| - Mika - Travis - Groove Armada - Kasabian - Stereophonics - The Maccabees - Athlete - Amy Winehouse - Ludovico Einaudi - Crowded House - Jamie Woon - Beverly Knight - Paolo Nutini - Editors - The Pigeon Detectives - Scott Matthews | - Imogen Heap - Jack Peñate - David Ford - Black Rebel Motorcycle Club - Athlete - Ben's Brother - Elisa - The Hoosiers - Cherry Ghost - Remi Nicole - The Coral - The Go! Team - Air Traffic - Nine Black Alps - Just Jack | - Terra Naomi - Raul Midón - Kano - The Bumble Strips - Aqualung - Mutya Buena - Beverly Knight - GoodBooks - Leon Jean-Marie - Wir sind Helden - Jamie Scott & The Town - Tiny Dancers - Goldspot - The Bad Plus - Leash |

## Edição de 2008
| - 1 de julho: N.E.R.D. + Kenna + Chester French - 2 de julho: Paul Weller + Glasvegas - 3 de julho: Hadouken + Does It Offend You, Yeah? - 4 de julho: The Feeling + Gabriella Cilmi - 5 de julho: Roots Manuva + Sway - 6 de julho: Elliot Minor + Kids In Glass Houses - 7 de julho: The Black Kids + Foals - 8 de julho: Lightspeed Champion + Pete & The Pirates - 9 de julho: The Ting Tings + Florence + The Machine - 10 de julho: Jamie Lidell + Yelle + Laura Izibor | - 11 de julho: The Script + Sam Beeton - 12 de julho: James Blunt + Beth Rowley - 13 de julho: John Legend - 14 de julho: Death Cab For Cutie + I Was A Cub Scout - 15 de julho: The Zutons + Red Light Company - 16 de julho: CSS + Alphabeat - 17 de julho: Guillemots + Lykke Li - 19 de julho: Feeder + Infadels - 20 de julho: Neil Cowley Trio + Portico Quartet | - 21 de julho: Sam Sparro + Annie - 22 de julho: Suzanne Vega + Seth Lakeman - 23 de julho: The Script + Sam Beeton - 24 de julho: McFly - 25 de julho: Taio Cruz + Jay Sean - 26 de julho: Chaka Khan - 27 de julho: Royworld + Tom Baxter - 28 de julho: Pendulum + INME - 29 de julho: Ahn Trio + Hayley Westenra - 30 de julho: The Pretenders |

## Edição de 2009
Ocorreu na The Roundhouse, cidade de Camden.
| - 1/7 Jamie T + Slow Club - 2/7 Fightstar + Young Guns - 3/7 Jack Penate + Golden Silvers - 4/7 Flo Rida + Ironik - 5/7 Snow Patrol (EP) + Silversun Pickups + Animal Kingdom - 6/7 Franz Ferdinand + Passion Pit - 7/7 Mr Hudson w/ Kanye West + Kid Cudi + Kid British - 8/7 David Guetta w/ Kelly Rowland - 10/7 Paolo Nutini + Marina and the Diamonds (EP) | - 11/7 La Roux + Dan Black - 13/7 Newton Faulkner + Raygun - 14/7 Placebo (album) + General Fiasco (EP) - 15/7 Friendly Fires + Magistrates - 16/7 Simple Minds - 17/7 Noisettes + Skint & Demoralised - 18/7 Calvin Harris + Miike Snow - 19/7 Bat For Lashes - 20/7 Bloc Party + Delphic + The Invisible | - 21/7 Oasis + The Enemy - 22/7 Kasabian (EP) + Twisted Wheel - 23/7 Graham Coxon + Esser - 24/7 a-ha + Reamonn - 25/7 Stephen Fry + Mumford & Sons + The Temper Trap - 26/7 Madeleine Peyroux + Imelda May - 27/7 The Saturdays + Sophie Ellis-Bextor + Girls Can't Catch - 28/7 Amadou and Mariam + Charlie Winston - 29/7 Simian Mobile Disco + Gold Panda - 30/7 The Hoosiers + Steve Appleton - 31/7 MIKA + Erik Hassle |

## Edição de 2010
Ocorreu na The Roundhouse, cidade de Camden.
| - 1/7 Scissor Sisters (EP) + The Drums - 2/7 Tony Bennett + Antonia Bennett - 3/7 Ozzy Osbourne (EP) + The Sword (EP) + Black Spiders - 4/7 Foals + Two Door Cinema Club - 5/7 N-Dubz + Example - 6/7 Kate Nash + Peggy Sue - 7/7 Paloma Faith (EP) + Alan Pownall - 8/7 Ellie Goulding (EP) + Delta Maid - 9/7 Mumford & Sons + Laura Marling + The Dharohar Project - 10/7 The National + Stornoway | - 11/7 Keane + We Are Scientists - 12/7 The XX + Wild Beasts - 13/7 Florence + The Machine (EP) + Lauren Pritchard - 14/7 Faithless + Chew Lips - 15/7 Rolando Villazón + Milos Karadaglic - 16/7 Amy Macdonald + Tiffany Page - 17/7 Underworld + Kele - 18/7 Bombay Bicycle Club + Stephen Fry + Everything Everything - 19/7 The Futureheads + Frank Turner - 20/7 Pixie Lott (EP) + Rachel Furner | - 21/7 The Courteeners + Chapel Club + The Cheek - 22/7 Goldfrapp + Marina and the Diamonds (EP) - 23/7 Defected In The House live - 25/7 Foreigner + Europe - 26/7 Plan B + Tinie Tempah - 27/7 Chipmunk + Daisy Dares You - 28/7 Scouting For Girls + Diana Vickers (EP) - 29/7 The Hoosiers + Diagram of the Heart - 30/7 Phoenix + James Yuill - 31/7 Biffy Clyro + Pulled Apart By Horses |

## Edição de 2011
Ocorreu na The Roundhouse, cidade de Camden e transmitido pela ITV2, apresentado por Alexa Chung e Dave Berry.
| - 1 de julho: Paul Simon - 2 de julho: Seasick Steve + Smoke Fairies - 3 de julho: Manic Street Preachers (EP) + Dry The River + Ramona + Ukulele for Dummies - 4 de julho: Linkin Park + Neon Trees - 5 de julho: Beady Eye + Gwyneth Paltrow - 6 de julho: Arctic Monkeys (EP) + Miles Kane - 7 de julho: Adele (EP) + Michael Kiwanuka - 8 de julho: Bruno Mars + Ed Sheeran - 9 de julho: My Chemical Romance (EP) + Evaline - 10 de julho: Glasvegas + Cat's Eyes + Beatsteaks | - 11 de julho: Foo Fighters + Jimmy Eat World (EP) - 12 de julho: The Script + Loick Essien - 13 de julho: White Lies + The Naked and Famous + Alice Gold - 14 de julho: Friendly Fires + SBTRKT - 15 de julho: Hard-Fi + David Nicholls - 16 de julho: The Wombats + All The Young - 17 de julho: Raphael Saadiq + Bluey Robinson + Selah Sue + MEDI - 18 de julho: Rumer + Caitlin Rose + Mark Radcliffe - 19 de julho: Katy B + Jamie Woon - 20 de julho: The Wanted + Dionne Bromfield + Encore | - 21 de julho: Swedish House Mafia + Alex Metric - 22 de julho: Coldplay (EP) + The Pierces - 23 de julho: Mogwai + Errors - 24 de julho: Noah and the Whale + Fixers - 25 de julho: Lang Lang + 2Cellos (EP) - 26 de julho: Magnetic Man + Alex Clare - 27 de julho: Example + Wretch 32 + Yasmin - 28 de julho: Chase & Status + Nero - 29 de julho: Kasabian + PENGu!NS - 30 de julho: James Morrison + Benjamin Francis Leftwich - 31 de julho: Moby + Silver Apples |

## Edição de 2012
Ocorreu na The Roundhouse, cidade de Camden e transmitido pelo Channel 4.
| - 1 de setembro: Usher + Miguel - 2 de setembro: Ed Sheeran + Charli XCX + Rudimental - 3 de setembro: Olly Murs + The Milk - 4 de setembro: Plan B + Delilah + Ryan Keen - 5 de setembro: Emeli Sandé + Bastille + Gabrielle Aplin - 6 de setembro: JLS + Conor Maynard (EP) - 7 de setembro: Elbow + Bat for Lashes - 8 de setembro: Jack White + Band of Horses - 9 de setembro: deadmau5 + Foreign Beggars - 10 de setembro: Norah Jones + Beth Orton - 11 de setembro: The Killers + Jake Bugg | - 12 de setembro: Noel Gallagher's High Flying Birds + The Soundtrack of Our Lives - 13 de setembro: Pink + Walk The Moon - 14 de setembro: Labrinth (EP) + Josh Kumra - 15 de setembro: David Guetta + Calvin Harris - 16 de setembro: Rebecca Ferguson (EP) + Laura Mvula - 17 de setembro: Example + DJ Fresh + Hadouken! - 18 de setembro: Andrea Bocelli (EP) + Laura Wright + CARisMA - 19 de setembro: Matchbox Twenty + OneRepublic - 20 de setembro: One Direction (EP) + Angel | - 21 de setembro: Jessie J + Lonsdale Boys Club - 22 de setembro: Biffy Clyro + Frightened Rabbit - 23 de setembro: Robert Glasper + José James - 24 de setembro: Mumford & Sons + Willy Mason - 25 de setembro: Lana Del Rey + Benjamin Francis Leftwich - 26 de setembro: Ellie Goulding (EP) + Haim (EP) - 27 de setembro: Madness + Reverend and The Makers - 28 de setembro: Alicia Keys + Lianne La Havas - 29 de setembro: Hot Chip + Kindness - 30 de setembro: Muse |

## Edição de 2013
| Ocorreu na The Roundhouse, cidade de Camden. - 1 de setembro: Lady Gaga + DJ White Shadow (abertura do Show para Lady Gaga) - 2 de setembro: Sigur Rós + Poliça - 3 de setembro: The Lumineers + PHOX - 4 de setembro: Paramore + Fenech-Soler - 5 de setembro: Rizzle Kicks + Eliza Doolittle - 6 de setembro: Queens of the Stone Age + Palma Violets - 7 de setembro: Phoenix + Little Green Cars (Canceled because Phoenix's singer, Thomas Mars, was ill) - 8 de setembro: Bastille + The 1975 - 9 de setembro: Arctic Monkeys + Drenge - 10 de setembro: Jake Bugg + Valerie June | - 11 de setembro: Kings of Leon + Jimmy Eat World - 12 de setembro: Elton John + Tom Odell - 13 de setembro: Avicii + Henrik B - 14 de setembro: Chic + Janelle Monáe - 15 de setembro: Vampire Weekend + The Olms - 16 de setembro: Jack Johnson + Bahamass - 17 de setembro: Ludovico Einaudi + Agnes Obel - 18 de setembro: Thirty Seconds to Mars + The Family Rain - 19 de setembro: Kendrick Lamar + Schoolboy Q - 20 de setembro: Primal Scream + Skinny Girl Diet | - 21 de setembro: HAIM + Gabrielle Aplin + Bipolar Sunshine + Dan Croll - 22 de setembro: Ellie Goulding + Laura Welsh - 23 de setembro: Jessie J + Lawson - 24 de setembro: Robin Thicke + Aloe Blacc - 25 de setembro: Pixies + NO CEREMONY/// - 26 de setembro: Tinie Tempah + Naughty Boy - 27 de setembro: Dizzee Rascal - 28 de setembro: John Legend + Tamar Braxton - 29 de setembro: Justin Timberlake + Mikky Ekko - 30 de setembro: Katy Perry + Iggy Azalea + Icona Pop |

## Edições de 2014

### Estados Unidos
Ocorreu na Moody Theater, cidade de Austin.
- Março 11: Coldplay + Imagine Dragons + London Grammar
- Março 12: Kendrick Lamar + ScHoolboy Q + Isaiah Rashad
- Março 13: Soundgarden + Band of Skulls + Capital Cities
- Março 14: Pitbull + Zedd + G.R.L.
- Março 15: Keith Urban + Willie Nelson + Mickey Guyton

### Reino Unido
Ocorreu na The Roundhouse, cidade de Camden.
| - 1 de setembro: deadmau5 + Friend Within - 2 de setembro: Beck + Jenny Lewis - 3 de setembro: David Guetta + Clean Bandit + Robin Schulz - 4 de setembro: 5 Seconds of Summer + Charlie Simpson - 5 de setembro: Kasabian - 6 de setembro: Tony Bennett + Imelda May - 7 de setembro: Calvin Harris + Kiesza - 8 de setembro: Robert Plant + Luke Sital-Singh - 9 de setembro: Sam Smith + SOHN - 10 de setembro: Pharrell Williams + Jungle | - 11 de setembro: Maroon 5 + Matthew Koma + Nick Gardner - 12 de setembro: Elbow + Nick Mulvey - 13 de setembro: Paolo Nutini + Rae Morris - 14 de setembro: David Gray + Lisa Hannigan - 15 de setembro: The Script + Foxes - 16 de setembro: Blondie + Chrissie Hynde - 17 de setembro: Gregory Porter + Eric Whitacre - 18 de setembro: Jessie Ware + Little Dragon - 19 de setembro: SBTRKT + Jamie xx - 20 de setembro: Rudimental + Jess Glynne | - 21 de setembro: Ryan Adams + First Aid Kit - 22 de setembro: Jessie J + James Bay - 23 de setembro: Placebo + The Mirror Trap - 24 de setembro: Ben Howard + Hozier - 25 de setembro: Mary J. Blige + Gorgon City - 26 de setembro: Lenny Kravitz + Wolf Alice - 27 de setembro: Kylie Minogue + MNEK - 28 de setembro: Nicola Benedetti + Miloš + Alison Balsom - 29 de setembro: Ed Sheeran + Foy Vance - 30 de setembro: Plácido Domingo + Khatia Buniatishvili |

## Edição de 2015
Ocorreu na The Roundhouse, cidade de Camden.
| - 19 de setembro: Ellie Goulding + Andra Day - 20 de setembro: Take That + Charlie Puth - 21 de setembro: Carrie Underwood + The Shires + Cam - 22 de setembro: One Direction + Little Mix - 23 de setembro: The Weeknd + Grace Mitchell + Justine Skye - 24 de setembro: The Chemical Brothers + Hudson Mohawke - 25 de setembro: Disclosure + NAO + Lion Babe - 26 de setembro: Pharrell Williams + Leon Bridges - 27 de setembro: Mumford & Sons + Jack Garratt - 28 de setembro: Florence + The Machine + James Bay |

## Edição de 2016
Ocorreu na The Roundhouse, cidade de Camden.
| - 18 de setembro: Elton John - 19 de setembro: The 1975 + Christine And The Queens - 20 de setembro: Alicia Keys + Jordan Fisher - 21 de setembro: OneRepublic + Passenger - 23 de setembro: Calvin Harris + Disciples + John Newman - 25 de setembro: Robbie Williams - 26 de setembro: Bastille - 27 de setembro: Britney Spears - 28 de setembro: Michael Bublé - 30 de setembro: Chance The Rapper |